# Merkara
Merkara fue un faraón de la dinastía XIII de Egipto, que gobernó c. 1574-1570 a. C.
Parte de su nombre de trono, Merka..., está inscrito en el Canon Real de Turín, en el registro VII, 23, pero el fragmento de papiro donde figuraba la duración de su reinado se perdió. Está precedido por un gobernante de nombre Merjeperra (registro VII, 22) y le sucede Nehesy (registro VIII, 1), considerado el primer mandatario de la dinastía XIV. 
Este soberano solamente reinó en una pequeña parte de Egipto, siendo contemporáneo de los gobernantes de las dinastías XIV, XV y XVI. Los últimos mandatarios de la dinastía XIII sólo gobernaron en las regiones próximas a Tebas, en el Alto Egipto. 
En esta época, los reyes denominados comúnmente hicsos, pertenecientes a la dinastía XV, habían conquistado Menfis y dominaban el Bajo Egipto, haciendo tributarios a los habitantes de casi todo Egipto. 

## Sucesores
La mayoría de los egiptólogos consideran que los sucesores reales de la dinastía XIII fueron los gobernantes de la denominada por Manetón dinastía XVII, los mandatarios de la región tebana, predecesores de los faraones del Imperio Nuevo de Egipto.

## Testimonios de su época
Se ha encontrado su nombre inscrito en:
- El Canon Real de Turín, como Merka...

## Titulatura
| Titulatura | Jeroglífico | Transliteración (transcripción) - traducción - (referencias) |

| N5 | U7 · D21 | D28 | Z1 |

| N5 | U7 · D21 | D28 | Z1 |

| N5 | U7 · D21 | D28 | Z1 |

| N5 | U7 · D21 | D28 | Z1 |

| N5 | U7 · D21 | D28 | Z1 |

| N5 | U7 · D21 | D28 | Z1 |

| N5 | U7 · D21 | D28 | Z1 |

| N5 | U7 · D21 | D28 | Z1 |

| N5 | U7 · D21 | D28 | Z1 |

| N5 | U7 · D21 | D28 | Z1 |

| N5 | U7 · D21 | D28 | Z1 |

| N5 | U7 · D21 | D28 | Z1 |

| N5 | U7 · D21 | D28 | Z1 |

| N5 | U7 · D21 | D28 | Z1 |

| N5 | U7 · D21 | D28 | Z1 |

| N5 | U7 · D21 | D28 | Z1 |

| HASH | U7 | \| \| | D28 | Z1 |
|      |    |       |     |    |

|  |

| HASH | U7 | \| \| | D28 | Z1 |
|      |    |       |     |    |

|  |

| HASH | U7 | \| \| | D28 | Z1 |
|      |    |       |     |    |

|  |

| HASH | U7 | \| \| | D28 | Z1 |
|      |    |       |     |    |

|  |

| HASH | U7 | \| \| | D28 | Z1 |
|      |    |       |     |    |

|  |

| HASH | U7 | \| \| | D28 | Z1 |
|      |    |       |     |    |

|  |

| HASH | U7 | \| \| | D28 | Z1 |
|      |    |       |     |    |

|  |

| HASH | U7 | \| \| | D28 | Z1 |
|      |    |       |     |    |

|  |

| HASH | U7 | \| \| | D28 | Z1 |
|      |    |       |     |    |

|  |

| HASH | U7 | \| \| | D28 | Z1 |
|      |    |       |     |    |

|  |

| HASH | U7 | \| \| | D28 | Z1 |
|      |    |       |     |    |

|  |

| HASH | U7 | \| \| | D28 | Z1 |
|      |    |       |     |    |

|  |

| HASH | U7 | \| \| | D28 | Z1 |
|      |    |       |     |    |

|  |

| HASH | U7 | \| \| | D28 | Z1 |
|      |    |       |     |    |

|  |

| HASH | U7 | \| \| | D28 | Z1 |
|      |    |       |     |    |

|  |

| HASH | U7 | \| \| | D28 | Z1 |
|      |    |       |     |    |

|  |